# Íslendingabók
Íslendingabók, Libellus Islandorum eller Bogen om islændingene, er et historisk værk om Islands tidligste historie. Forfatteren er den islandske lærde Are Torgilsson Frode, som skrev det tidligt i 1100-tallet. Bogen eksisterede i to forskellige versioner, men kun den yngste har overlevet. Den ældre indeholdt også oplysninger om de norske konger, som senere sagaskribenter drog nytte af.
Præsten Jón Erlendsson i Villingaholt (død 1672) skrev i tjeneste hos biskop Brynjólfur Sveinsson  to kopier af Íslendingabók (nu mærket som AM 113 a fol og AM 113 b fol på Árni Magnússon instituttet). Den sidste udgave kom, fordi biskoppen var misfornøjet med den første. Originalen, som den blev kopieret fra, formodes at være fra omkring 1200. Den gik tabt i 1600-tallet, og da Árni Magnússon ledte efter den, var den sporløst forsvundet.

## Stil og kilder
Íslendingabók er et meget omfattende arbejde. Den omhandler de vigtigste hændelser i Islands tidligste historie, skrevet i en knap prosa, som siden er blevet karakteriseret som sagastil. Da forfatteren kun havde mundtlige fortællinger at forholde sig til, var han meget opmærksom på at opgive sine kilder ved navn. Are Frode undgår overnaturligt materiale og kristne fordomme. Forordet til bogen udtaler udtrykkeligt, at hvad der måtte være forkert i bogen, vil blive korrigeret til "det, som kan blive bevist til at være mest mulig sandt". På grund af disse kvaliteter og den tid, den blev skrevet, betragter nutidens historikere bogen som den pålideligste kilde til Islands første historie.

## Indhold
Med undtagelse af forordet og en genealogi (slægtshistorie) i slutningen er Íslendingabók inddelt i ti korte kapitler:

### 1. Islands bosætning
Island blev beboet på den tid, da Harald Hårfagre regerede, af udflyttere fra Norge. Den første bosætter, Ingolf Arnarsson, bosatte sig i Reykjavík. Nogle få irske munke forlod øen, da de ikke ville leve sammen med hedninge. Da de første bosættere kom til Island, var øen skovklædt "fra kysten til fjeldene".

### 2. Indførelse af loven fra Norge
Da Island i større grad var blevet beboet, blev en Ulvljot den første mand, som bragte et lovværk til Island fra Norge. En anden, Grim Geitesko, undersøgte hele Island, før Alltinget (Alþingi) kunne oprettes. Forfatteren er noget uklar på dette punkt. Antageligvis udforskede Grim landet for at finde et egnet sted for tinget.

### 3. Etablering af Alltinget
Alltinget blev etableret på Tingvoldene (Þingvellir), som blev fælles ejendom. Efter 60 år var bosættelsen af Island fuldstændig. Ulvljot blev den første lovsigemand.

### 4. Ændring af kalenderen
De klogeste mænd på Island opdagede, at kalenderen var ved at komme ud af trit med årstiderne. Problemet beroede på, at kalenderen havde 52 uger: 364 dage. Efterhånden kom de til den konklusion, at selv om året manglede en dag, ville de ikke benytte et år, som ikke havde et lige antal uger. En Torstein Surt (Þorsteinn surtr) fremkom med en sindrig løsning – en hel uge skulle lægges til for hvert syvende år. Forslaget blev vedtaget af Alltinget.

### 5. Inddelingen af Island i fjerdinger
Systemet med sporadiske lovsamlinger blev uhåndterligt, og der opstod et behov for en standardisering. En Tord Gell (Þórðr gellir) beskrev på Alltinget sine vanskeligheder med at retsforfølge en sag på det lokale ting. Han foreslog, at landet skulle inddeles i fire fjerdinger med hvert sit fjerdingsting. I hver fjerding blev der holdt tre herredsting, bortset fra den nordlige, hvor der blev holdt fire, eftersom nordboerne ikke kunne enes om tre.

### 6. Opdagelsen og bosættelsen af Grønland
Grønland blev opdaget og befolket fra Island omkring 985. Erik den Røde gav landet dets indbydende navn for at opmuntre folk til at flytte dertil. De norrøne bosættere fandt spor af tidligere menneskelig aktivitet og sluttede, at de, som havde boet der, var i slægt med skrællingerne på Vinland.

### 7. Island går over til kristendommen
Den norske kong Olav Tryggvason sendte den missionerende præst Tangbrand (Þangbrandr) til Island for at omvende beboerne til kristendommen. Han havde held til at døbe et par høvdinge, men mødte også modstand og endte med at dræbe to eller tre mand, som havde digtet et niddigt om ham. Han drog tilbage til Norge efter et eller to år med en opremsning af trivielle klager og fortalte kongen, at han har ringe tro på, at landet kan blive omvendt. Kongen blev rasende over at høre det og truede med at fængsle eller dræbe alle islændinge i Norge. To islandske høvdinger, som var omvendt af Tangbrant, mødte kongen og lovede at hjælpe til med at få landet omvendt.
Sommeren 999 eller 1000 nåede spørgsmålet om religion et kritisk punkt på Alltinget. De kristne og de hedenske ville ikke dele de samme love. De kristne valgte en ny lovsigemand for sig selv, Hallr á Síðu. Han aftalte med Torgeir Ljósvetningagoði, den hedenske lovsigemand, at Torgeir skulle komme med et kompromis, som alle kunne godtage.
Torgeir gik til sin lejr og forblev i teltet resten af dagen og næste nat. Dagen efter talte han ved Lögberg. Han sagde, at der kun var én måde at beholde freden i landet på: at alle adlød samme love og havde samme religion.
Þat mon verða satt, es vér slítum í sundr lögin, at vér monum slíta ok friðinn.
Det vil vise sig som sandt, at om vi river lovene i stykker, vil vi også rive freden i stykker.
Før han forelagde sit kompromis, fik han forsamlingen til at love at holde sig til ét lovværk for alle i landet. Torgeir sagde, at alle, som ikke allerede var døbt, skulle konvertere til kristendommen, med tre undtagelser:
1. Det skulle fortsat være tilladt at udsætte uønskede barn
2. Det skulle fortsat være tilladt at spise hestekød
3. Det skulle fortsat være tilladt at blote i eget hus, blot ingen andre så det.

Nogle år senere blev disse undtagelser ophævet.